# اووتسمانیتسه
اووتسمانیتسه (به چکی: Oucmanice) یک منطقهٔ مسکونی در جمهوری چک است که در ناحیه اوستی ناد اورلیتسی واقع شده‌است. اووتسمانیتسه ۳٫۶۵ کیلومتر مربع مساحت و ۲۱۷ نفر جمعیت دارد و ۳۸۰ متر بالاتر از سطح دریا واقع شده‌است.